# Rabbit-Proof Fence
Rabbit-Proof Fence (en España e Hispanoamérica: Generación robada) es una película dramática australiana del 2002, dirigida y producida por Phillip Noyce, basado en el libro Follow the Rabbit-Proof Fence de Doris Pilkington Garimara. El libro está inspirado en la historia de Molly y otras dos niñas aborígenes australianas, Daisy Kadibil y Gracie, que escaparon de la Moore River Native Settlement, al norte de Perth, Australia Occidental, para regresar con sus familias nativas, luego de haberles desplazado de ese lugar en 1931. La película sigue la historia de aquellas niñas que caminan 1500 millas (2414,0 km) a lo largo de la barrera a prueba de conejos para regresar a su comunidad en Jigalong, mientras son perseguidas por las autoridades blancas y cazadores de nativos. El film ilustra la política del gobierno australiano de ese entonces al respecto de los niños de los aborígenes entre 1905 y 1967, cuyas víctimas son llamadas "generaciones robadas".
La banda sonora de la película fue titulada Long Walk Home: Music from the Rabbit-Proof Fence y fue realizado por Peter Gabriel. El productor británico Jeremy Thomas, con una fuerte conexión con Australia, fue el productor ejecutivo de la película, vendiendo los derechos internacionales de distribución del mismo, a través de su compañía comercial, HanWay Films. En 2005, el Instituto Británico de Cine incluyó la película entre las que se deberían ver a los 14 años.